# Nkulunkulu Mnikati wetibusiso temaSwati
Nkulunkulu Mnikati wetibusiso temaSwati (en español: Señor nuestro Dios, bendecidor de los suazis) es el himno nacional de Suazilandia.

## En siSiwati
Nkulunkulu Mnikati wetibusiso temaSwati;
Siyatibonga tonkhe tinhlanhla,
Sibonga iNgwenyama yetfu,
Live netintsaba nemifula. 
Busisa tiphatsimandla takaNgwane
Nguwe wedvwa Somandla wetfu;
Sinike kuhlakanipha lokungenabucili
Simise usicinise, Simakadze!

## En inglés
O Lord our God, bestower of the blessings of the Swazi;
We give Thee thanks for all our good fortune;
We offer thanks and praise for our King
And for our fair land, its hills and rivers.
Thy blessings be on all rulers of our Country;
Might and power are Thine alone;
We pray Thee to grant us wisdom without deceit or malice.
Establish and fortify us, Lord Eternal.

## En español
Oh Señor, Dios nuestro, que a los Swazi bendijiste;
Te damos las gracias por toda nuestra buena fortuna.
Te agradecemos y alabamos por nuestro Rey
y por nuestra hermosa tierra, sus colinas y sus ríos.
Tus bendiciones recaigan sobre cuantos gobiernen nuestro País;
sólo tuyos son el Poder y la Gloria.
Te rogamos nos concedas la sabiduría sin engaño ni malicia.
Reafírmanos y fortifícanos, Señor Eterno.